# Giallo di acridina
Il giallo di acridina è un composto eterociclico aromatico.
Viene utilizzato in citologia e istologia come colorante.